# Інгрід ван Гаутен-Гроневельд
Інгрід ван Гаутен-Гроневельд (нід. Ingrid van Houten-Groeneveld; 21 жовтня 1921, Берлін, Веймарська республіка — 30 березня 2015, Нідерланди) — голландський астроном.
Закінчила Гейдельберзький університет Рупрехта-Карла (1944). Працювала в Лейденському університеті, займалася вивченням і пошкуом астероїдів

## Пам'ять
- Астероїд 1674 Груневельд названо в її честь.